# Claude Beauregard
Claude Emile François Marie Beauregard, né le 11 août 1898 à Xirocourt en Meurthe-et-Moselle et mort le 7 juin 1931 en service aérien commandé à Sandoway en Birmanie, était un aviateur français. Pilote de chasse pendant la Première Guerre mondiale, après guerre il devient pilote de ligne à la compagnie aérienne Franco-roumaine, puis à l’Aéropostale et enfin à Air Orient. Il était un pionnier des lignes aériennes internationales et des vols de nuit.

## Distinctions
- Chevalier de la Légion d'honneur[Quand ?][1].
- Médaille militaire[2].
- Croix de guerre 1914-1918 française[2] avec palme.
- Chevalier de l'Ordre de Léopold (Belgique)[2].
- Chevalier de l'Ordre de la Couronne de Roumanie[1].